# Лима Кампос Мария, Фабиано де
Фабиа́но де Ли́ма Ка́мпос Мари́я (порт.-браз. Fabiano de Lima Campos Maria; 24 ноября 1985, Сан-Жозе-дус-Кампус, Бразилия), более известный как Фабиа́но (порт. Fabiano) — бразильский футболист, нападающий.

## Биография
Во взрослом футболе дебютировал в 2004 году, выступая за команду клуба «Понте-Прета», в которой провёл три сезона. Своей игрой привлёк внимание представителей тренерского штаба австрийского клуба «Рапид» (Вена). В 2007 году присоединился к венской команде, где отыграл следующий сезон. В период с 2008 по 2010 года защищал цвета клуба «Ваккер» (Инсбрук). В 2010 году заключил контракт с греческим клубом «Арис» (Салоники), в составе которого провёл год, сыграв всего в 3-х играх национального чемпионата.
Весной 2011 года усилил клуб украинской Премьер-лиги «Металлург» (Запорожье). Дебютировал в составе запорожцев в игре против киевской «Оболони» 11 марта 2011 года. В следующем матче за новую команду отличился забитым голом в ворота «Таврии». Всего за «Металлург» сыграл 22 официальных матча.
Через год вернулся в Австрию. Продолжил карьеру в команде ЛАСК. В сезоне 2012/13 помог команде стать победителем Региональной лиги.